# Fitzroy, Victoria
Fitzroy är en del av en befolkad plats i Australien. Den ligger i kommunen Yarra och delstaten Victoria, nära delstatshuvudstaden Melbourne.
Runt Fitzroy är det mycket tätbefolkat, med 2 915 invånare per kvadratkilometer.. Närmaste större samhälle är Melbourne, nära Fitzroy. 
Runt Fitzroy är det i huvudsak tätbebyggt. Genomsnittlig årsnederbörd är 1 244 millimeter. Den regnigaste månaden är juli, med i genomsnitt 140 mm nederbörd, och den torraste är januari, med 49 mm nederbörd.